# كلارا أبكر
كلارا أبكر (الفارسية: کلارا آبکار، الأرمنية: Կլարա Աբգար) (1916 - 20 آذار 1996) كانت رسامة مصغرات وُمذهبة إيرانية أرمنية. كانت أول فنانة مصغرة إيرانية معرفة. يُكتب اسمها أحيانًا كلارا أبغر، وكلارا أبغاريان، وكلارا أبكاريان.

## الحياة المبكرة والمهنة
كانت كلارا أبكر من عائلة أرمنية من جلفا الجديدة، الحي الأرمني في أصفهان، في إيران.[بحاجة لمصدر] وُلدت عام 1916 في طهران، في إيران القاجرية.[بحاجة لمصدر] درست في المدرسة الأرمنية دافوتيان، والتي سُميت فيما بعد كوشيش.[بحاجة لمصدر] خلال أيام دراستها، تعلمت الرسم مع ماركار كاراباغيان وهاكوب فارتانيان. درست أيضًا الرسم التقليدي الإيراني والمنمنمات تحت إشراف محمد مهروان، مصمم الطوابع الإيرانية.
درست في الأكاديمية العليا للفنون الجميلة.[بحاجة لمصدر]
في لوحاتها المصغرة كانت مشاهد ركوب الخيل، والطبيعة الصامتة، والزهور، وضريح عمر الخيام، وعطار، والشيخ أحمد، وكذلك أبراج فيروز آبادي وعلي آباد، تحتل مكانة خاصة.
لم تعرض أعمالها للبيع أبدًا.

## الأعمال
كانت مشاهد ركوب الخيل ولوحات الطبيعة الصامتة والزهور وقبر الخيام والعطار من بين الموضوعات المفضلة لدى الفنان في لوحاته المصغرة. كما أبدعت في تصوير تجمعات البازام. ومن لوحاتها الشهيرة: أنوشيروان وبزرجمهر، شكر بهرام، يوسف وزليخا، المرأة العجوز وأحمد سنجر، مجلس الشيخ صنعان [الإنجليزية]، الفتاة الخائفة، بازم وباده عشق. أُنتجت أبكر أيضًا العديد من اللوحات المذهبة البارزة، حيث كانت لوحاتها المذهبة ذات الشكل الثماني ذات التصميم المنقوش مشهورة بشكل خاص.